# Vexillum micra
Vexillum micra är en snäckart. Vexillum micra ingår i släktet Vexillum och familjen Costellariidae. Inga underarter finns listade i Catalogue of Life.